# ラウンド・アバウト
ラウンドアバウトは、1980年頃に岡山で結成、1982年頃に解散した日本のロックバンド。後にTHE BLUE HEARTSや↑THE HIGH-LOWS↓、ザ・クロマニヨンズといったバンドのボーカルを務める甲本ヒロトが、ザ・コーツの前に在籍していたバンドであり、甲本にとって初めてのバンドであった。

## 概要
バンド名「ラウンドアバウト」は、ディープ・パープルの前身バンドの名前に由来する。
甲本が高校三年の卒業間際に、ボーカルが受験勉強のために抜けたラウンドアバウトのメンバーだった友達に剣道の授業時に勧誘されて加入した。甲本の出身地である岡山県で精力的に活動していた。岡山の地元ラジオ局の番組に出演したことがある。
デモ音源に1980年11月に岡山の長谷川楽器で録音されたものや、1981年8月に東京で録音されたものがある。山陽放送主催のコンテストに出場し、審査員特別賞をもらっている。
スター誕生!のオープニングアクトとして「Jump'inJap 3-3-7」を演奏し、その模様は全国放送された。清水国明は彼らに興味があったらしく、声をかけられた。ライブは1981年3月31日と8月の二度しか行っていない。渋谷屋根裏で一度ライブが行われた。
東京に進出した際「らウンドアバウト　なぞのＸデー　8月15日」と書かれたフライヤーが配られた。なお、そのフライヤーには「岡山のいつものとこで」と書かれており、その「いつものとこ」とはラウンドアバウトのデモテープの録音された長谷川楽器のことである。

## メンバー
- 甲本ヒロト…ボーカル担当。後に上京し、ザ・コーツ、 THE BLUE HEARTS、ヒューストンズ、↑THE HIGH-LOWS↓、ザ・クロマニヨンズ、のボーカルを務める。ラウンドアバウト解散後、亀山とともにザ・コーツを結成するまで「すいか」や「Rhythm&Engine」というバンドをやっていたという情報もある。
- 有冨政司…ギター担当。当時を知る松重豊からは「アリさん」と呼ばれていた[4]。
- 亀山哲彦…ベース担当。現在はTHE LONDON TIMESのキーボードとベース、ザ タイムトラベラーズのベース、キャプテンズ・マーマレードのキーボードを務めている。当時を知る松重豊からは「カメちゃん」と呼ばれていた。
- 田中秀明…ドラム担当[3]。あだ名は「COZY TOWEL」。当時を知る松重豊からは「タナさん」と呼ばれていた。

## サポートメンバー
- 守時辰巳…キーボード担当。後にTHE BRICK'S TONEのメンバーとなる。

## 主な楽曲
- Oh destination[4]（作詞・作曲：甲本ヒロト）（ザ･コーツに引き継がれた）
- 思うままに（作詞・作曲：亀山哲彦）（ザ･コーツに引き継がれた）
- ウルフガイ
- どん底ロック
- 999（作詞・作曲：甲本ヒロト）
- クロックダンス
- Jump'inJap 3-3-7（作詞・作曲：甲本ヒロト）
- 石鹸で
- 今夜の君はシンデレラ
- 百日紅
- ブルドッグ
- ロックンロール・パーティー
- 5分間
- only liar
- コピー・ローラー
- fire

他にキンクス、ローリング・ストーンズ、セックス・ピストルズのカバーも行っていた。